# Jetavana

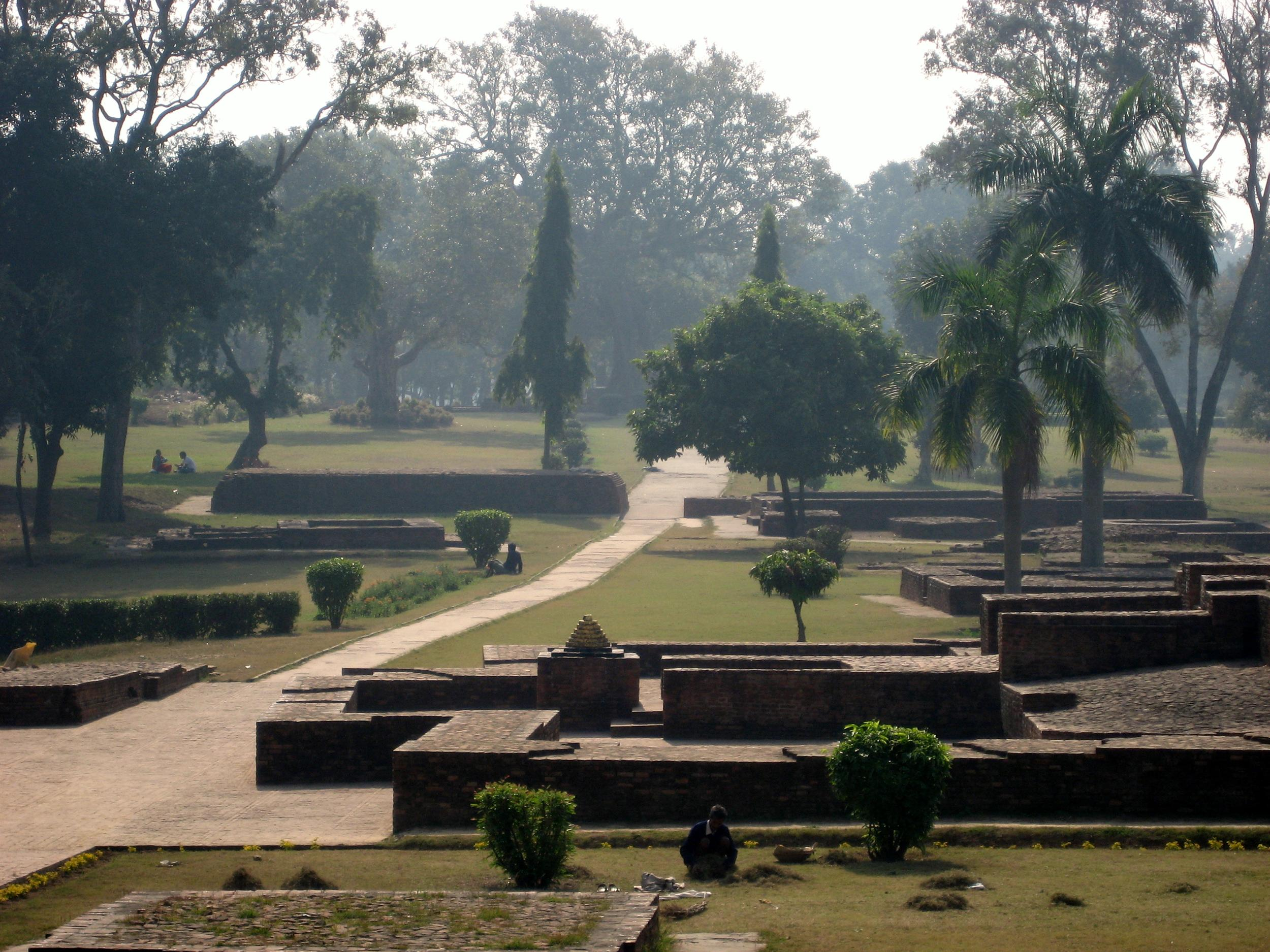
Garten Jetavana

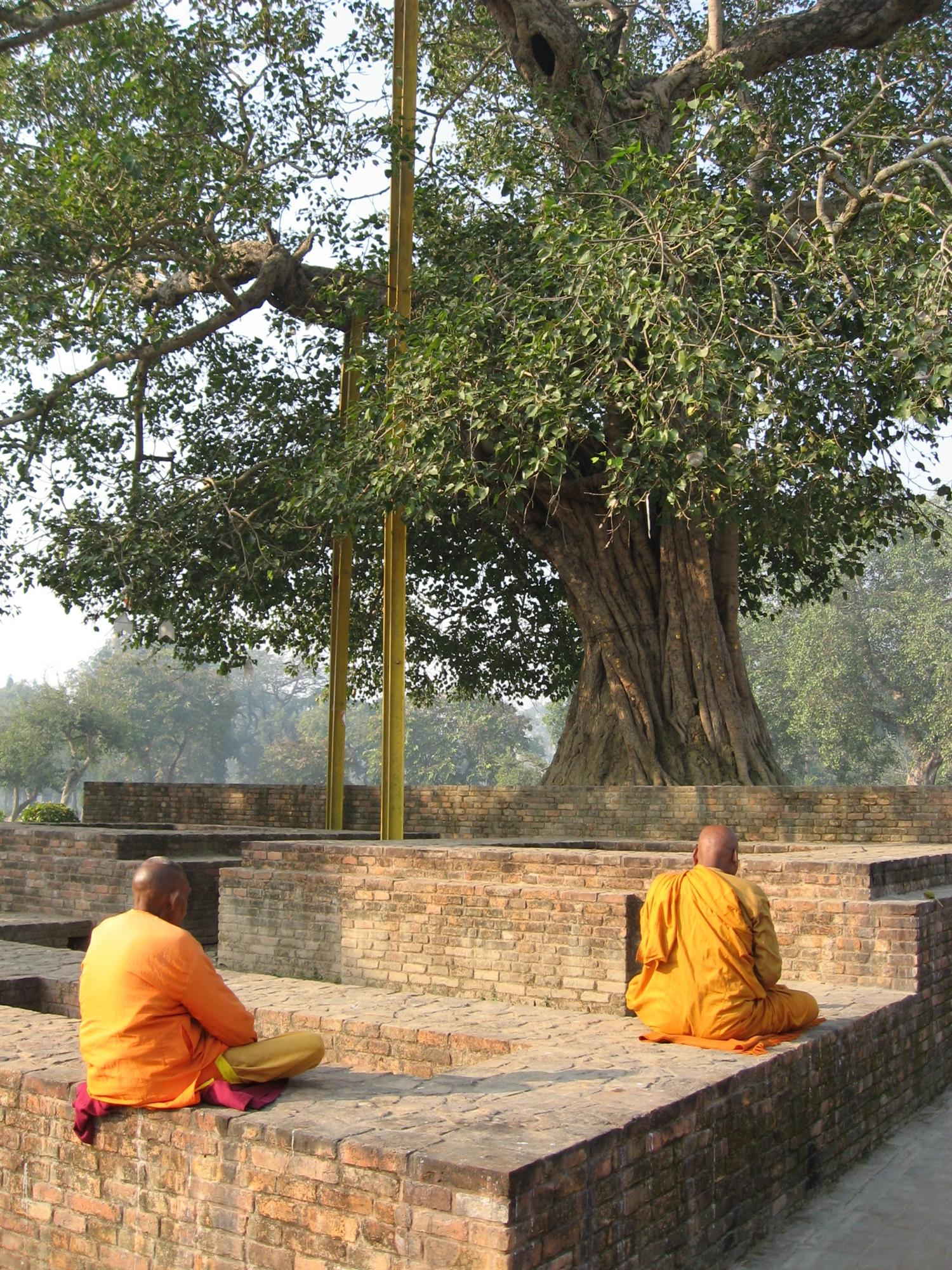
Bodhibaum des Ananda

Jetavana (Sanskrit Jetavana = „Hain des Jeta“) ist der Name eines Parks bei Shravasti im nordindischen Bundesstaat Uttar Pradesh.

## Buddhismus
Shravasthi soll der Lieblingsort Buddhas gewesen sein, wo dieser 19 oder gar 24 Regenzeiten verbracht und einen Großteil seiner Lehre verkündet haben soll. Das Gelände gehörte dem Prinzen Jetakumara und wurde vom Kaufmann Anathapindika angeblich für 1,8 Millionen Goldstücke gekauft, um darauf ein Kloster zu errichten. Das Kloster Jetavana wurde Buddha geweiht und galt lange Zeit als eines der berühmtesten Klöster Indiens.

## Sehenswürdigkeiten
Auf dem Areal von ca. 300 × 400 m befinden sich heute Stupas und Klosterruinen, außerdem einer der heiligsten Bäume des Buddhismus – der Bodhi-Baum (Ficus religiosa) des Ananda.